# Telec
Telec byl bulharský chán vládnoucí v letech 760–763. K moci se dostal na základě převratu zorganizovanému proti dosavadnímu chánovi Vinechovi.
| „                               | Když se byli smluvili mezi sebou, pobili ty, jejichž rod jim vládl, a vůdcem prohlásili jakéhosi Telesia, přísného muže, který již od mládí projevoval velkou smělost. | “ |
| — Nikeforos, byzantský kronikář | |   |

Nový panovník po svém nástupu na trůn zahájil vojenské operace proti Byzanci a jeho vojsko zpustošilo Thrákii. Byzantský císař Konstantin V. na to zareagoval uspořádáním odvetné výpravy, jež vyvrcholila srážkou mezi Byzantinci a Bulhary v bitvě u Anchiala, v níž byla bulharská armáda poražena. To vyvolalo nový převrat, tentokrát proti Vinechovi, jež stál chána život. Na jeho místo dosedl nový chán Sabin.